# Сент-Лоуренс (округ, Нью-Йорк)
Шаблон:StateAbbr_ 44°30′ пн. ш. 75°04′ зх. д. / 44.5° пн. ш. 75.07° зх. д.
Округ Сент-Лоуренс (англ. St. Lawrence County) — округ (графство) у штаті Нью-Йорк, США. Ідентифікатор округу 36089.

## Історія
Округ утворений 1802 року.

## Демографія
За даними перепису 
2000 року 
загальне населення округу становило 111931 осіб, зокрема міського населення було 43996, а сільського — 67935.
Серед мешканців округу чоловіків було 56861, а жінок — 55070. В окрузі було 40506 домогосподарств, 26939 родин, які мешкали в 49721 будинках.
Середній розмір родини становив 2,99.
Віковий розподіл населення поданий у таблиці:
| Стать    | До 15 років | 15-21 | 22-29 | 30-39 | 40-49 | 50-65 | 65-85 | Понад 85 |
| -------- | ----------- | ----- | ----- | ----- | ----- | ----- | ----- | -------- |
| Чоловіки | 10933       | 8392  | 6206  | 8335  | 8524  | 8482  | 5534  | 455      |
| Жінки    | 10322       | 7359  | 4883  | 7399  | 8023  | 8530  | 7282  | 1272     |

## Суміжні округи
- Стормонт, Дандес та Глінгаррі, Канада – північ
- Франклін — схід
- Гамільтон — південь
- Геркаймер — південь
- Льюїс — південний захід
- Джефферсон — захід
- Лідс і Ґренвіл, Канада — північний захід

## Виноски
1. ↑  U.S. Decennial Census. United States Census Bureau. Архів оригіналу за 26 квітня 2015. Процитовано 7 січня 2015.
2. ↑  Historical Census Browser. University of Virginia Library. Архів оригіналу за 11 серпня 2012. Процитовано 7 січня 2015.
3. ↑  Population of Counties by Decennial Census: 1900 to 1990. United States Census Bureau. Архів оригіналу за 19 лютого 2015. Процитовано 7 січня 2015.
4. ↑  Census 2000 PHC-T-4. Ranking Tables for Counties: 1990 and 2000 (PDF). United States Census Bureau. Архів (PDF) оригіналу за 18 грудня 2014. Процитовано 7 січня 2015.
5. ↑  State & County QuickFacts. United States Census Bureau. Архів оригіналу за 7 червня 2011. Процитовано 13 жовтня 2013. [Архівовано 7 червня 2011 у Wayback Machine.]
(англ.) Наведено за англійською вікіпедією.
6. ↑  American FactFinder. Бюро перепису населення США. Архів оригіналу за 26 лютого 2012. Процитовано 31 січня 2008. [Архівовано 2008-05-21 у Wayback Machine.]

| США | Це незавершена стаття з географії США. Ви можете допомогти проєкту, виправивши або дописавши її. |